# Bob Frey
Robert C. „Bob” Frey (ur. 25 października 1950 roku w Elyria) – amerykański kierowca wyścigowy.

## Życiorys
Frey rozpoczął karierę w międzynarodowych wyścigach samochodowych w 1980 roku od startów w USAC National Silver Crown, gdzie jednak nie zdobywał punktów. W późniejszym okresie Amerykanin pojawiał się także w stawce CART Indy Car World Series, USAC National Sprint Car Series oraz USAC National Silver Crown.
W CART Indy Car World Series Frey startował w latach 1980-1983. Najlepszy wynik Amerykanin osiągnął w 1981 roku, kiedy uzbierane dwa punkty dały mu 41. miejsce w klasyfikacji generalnej.